# Улица Трифонова (Томск)
У́лица Три́фонова — улица в Томске. Пролегает от улицы Мусы Джалиля до проспекта Ленина.

## История
Первоначальное название (с 1877 года) — Татарский переулок — связано с татарским населением этой местности — Татарской слободы.
В д. 17 находилась одна из самых известных и крупных бань Томска, принадлежавшая купцу Калману Бенцианову Дистлеру. Дистлер был известен ещё и тем, что ставши владельцем «волшебного сада» Ф. А. Горохова после его разорения, привёл сад в окончательный упадок.
Переулок был известен по устраивавшимся здесь по воскресеньям в зимнее время кулачным боям. Проходили они на широком мосту через протекавший по переулку ручей. Татары и русские бились стенка на стенку, участвовало до двухсот человек. Правилами оговаривалось использовать только кулаки, избегать ударов в лицо, не бить лежачего. Признавшая поражение сторона разбегалась. Первый редактор «Томских губернских ведомостей» Н. И. Виноградский, комментируя кулачные бои русских и татар в Татарском переулке, отмечал, что «вековой непримиримой вражды между ними нет»

## Новая история
15 июня 1965 года переулок был переименован в честь уроженца Томской области Героя Советского Союза Феоктиста Андреевича Трифонова (1921—1943).

## Достопримечательности
По адресу д. 12 находится восстановленный каретник, сохранность которого долгое время была под угрозой.

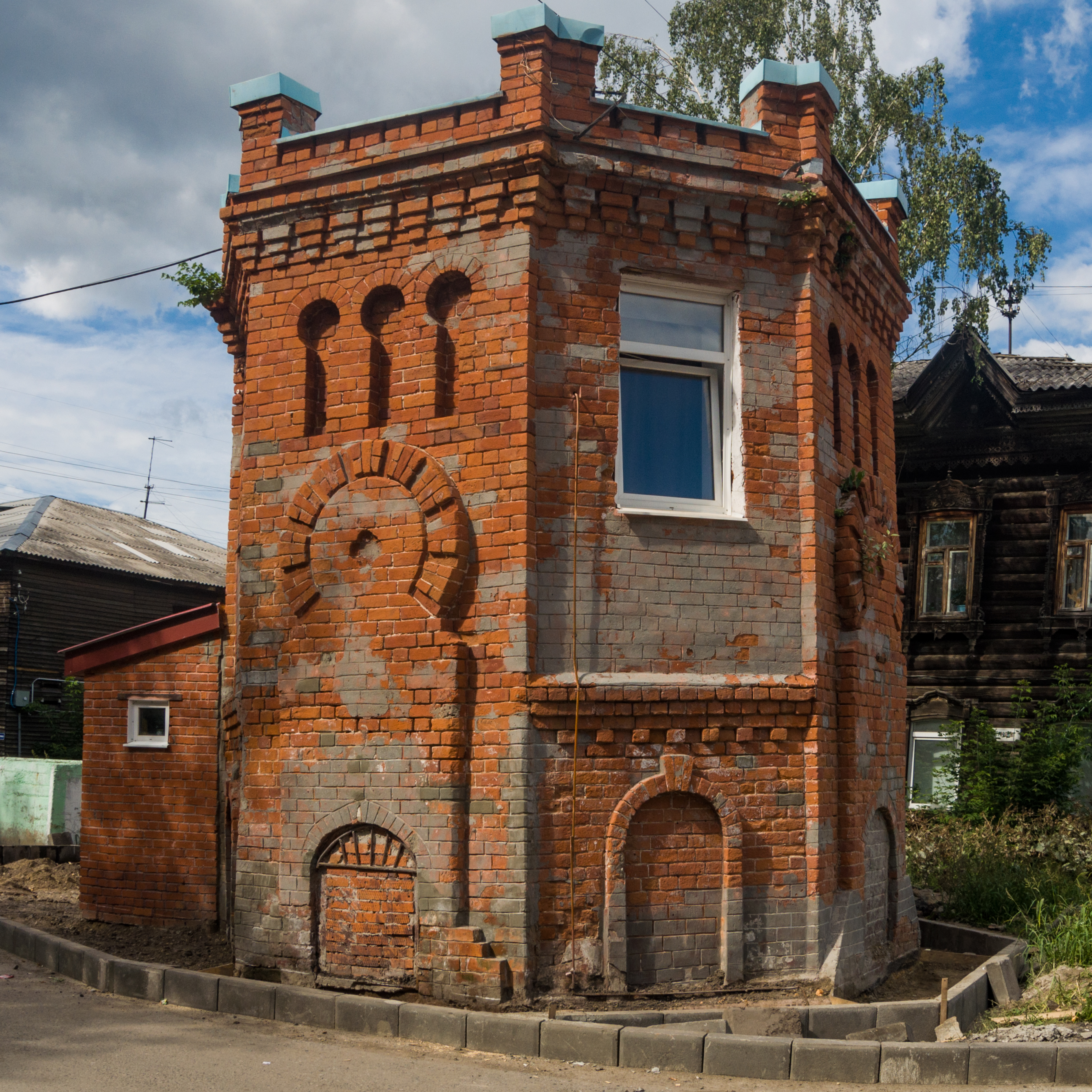
Водоразборная будка водопровода ОМЗ братьев Бромлей, 1905  памятник архитектуры (региональный) № 7030187000
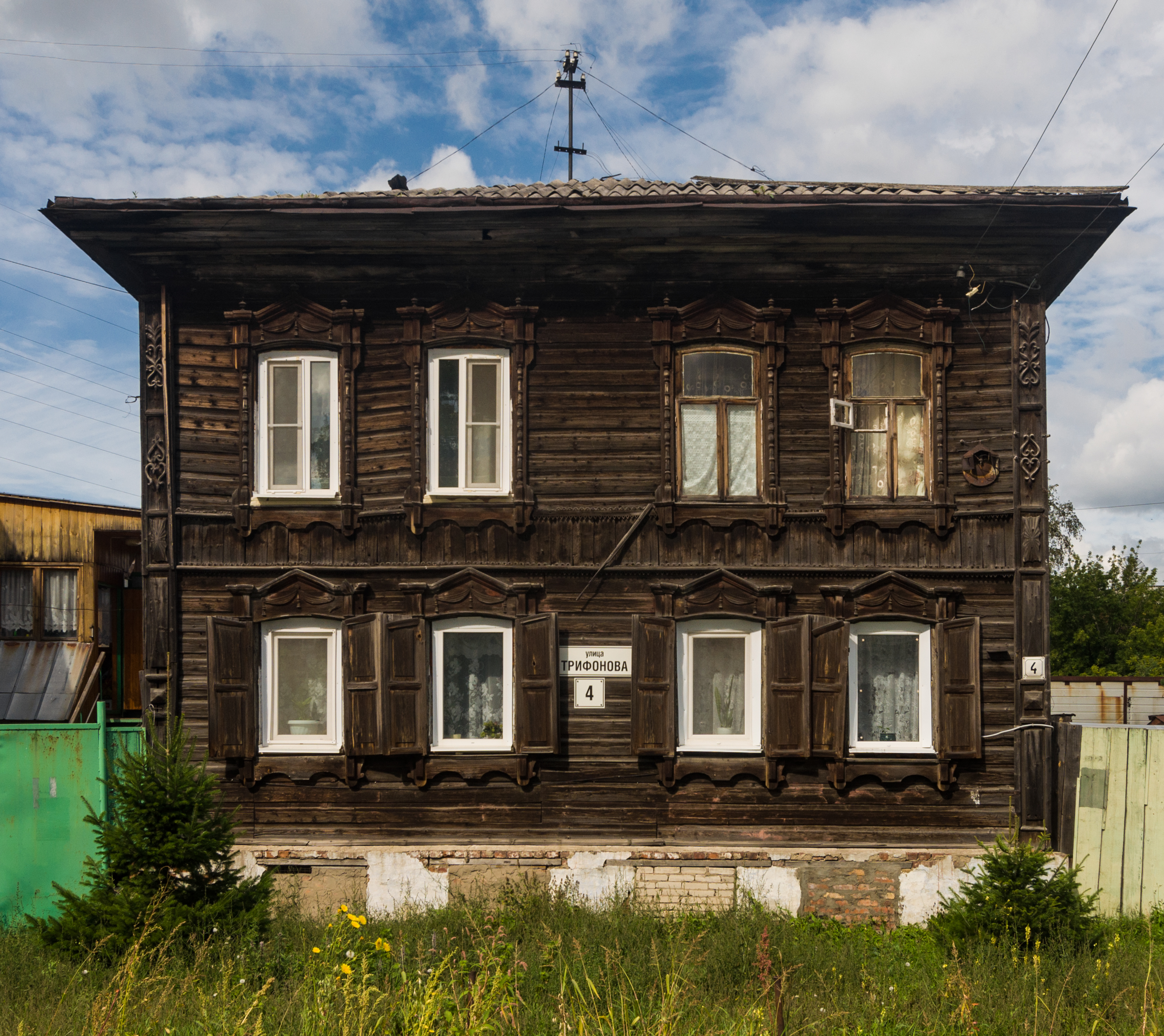
Трифонова, 4  памятник архитектуры (региональный) № 7030666000
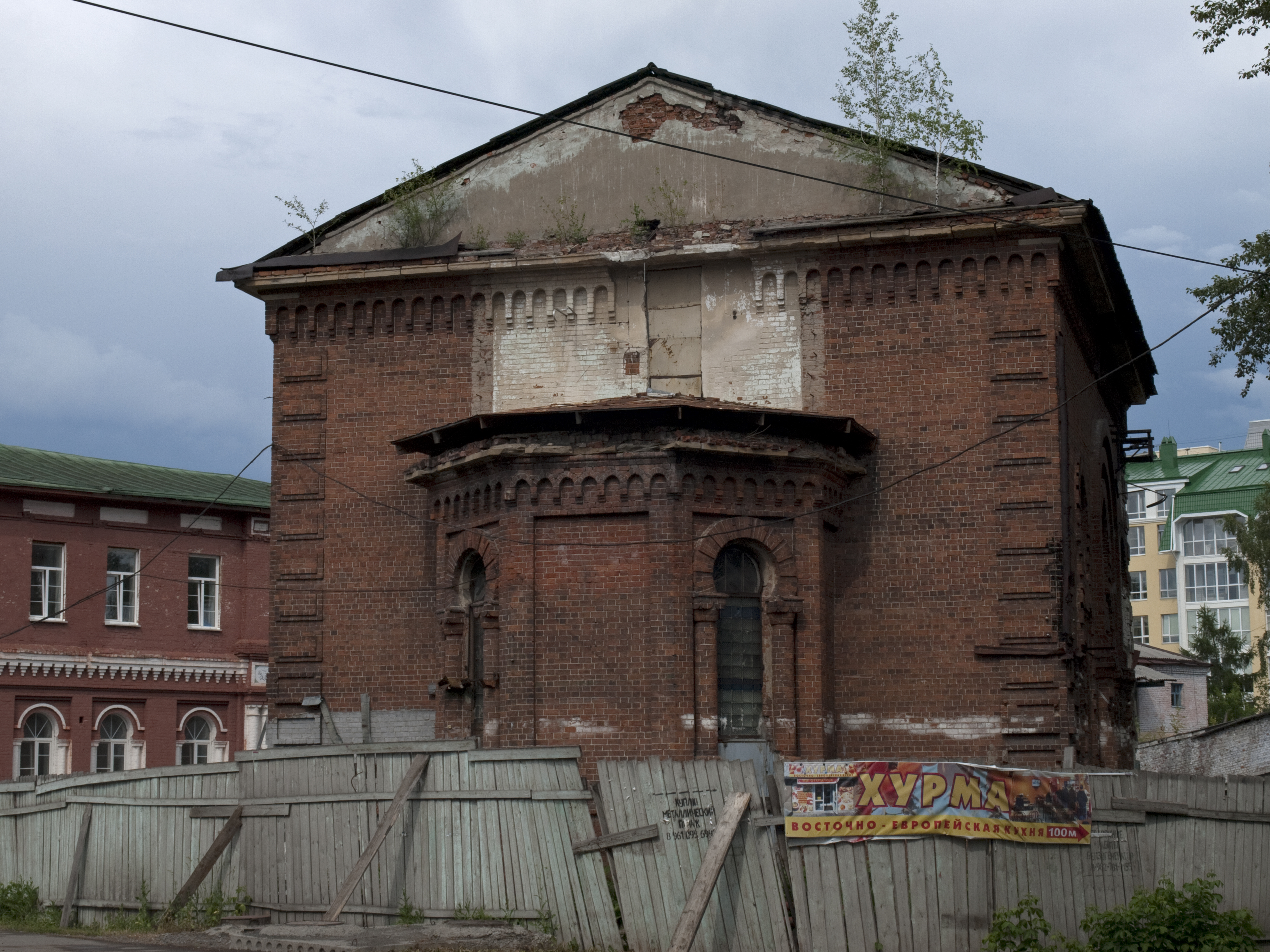
Красная мечеть, 1904  памятник архитектуры (региональный) № 7030641000
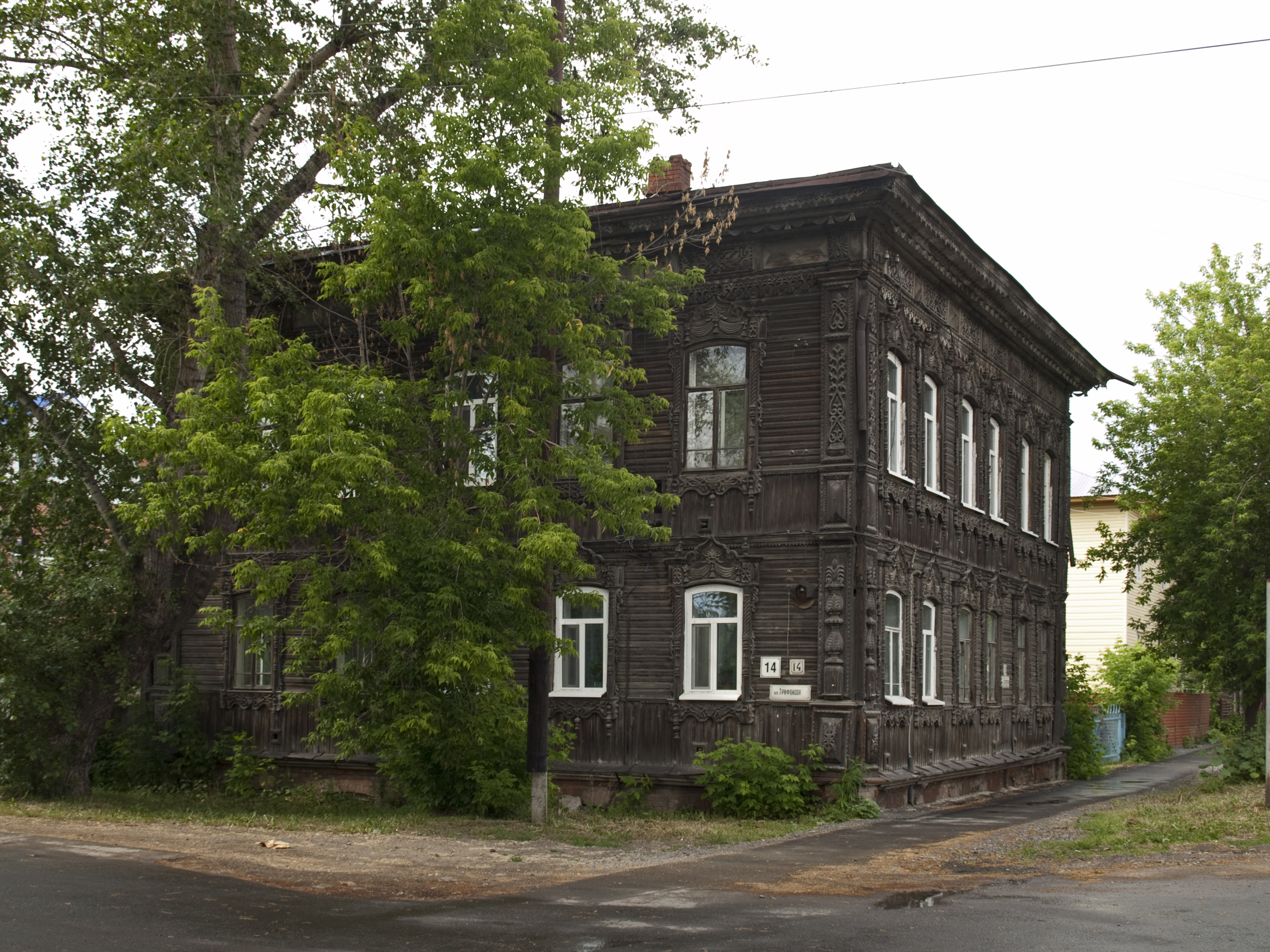
Трифонова, 14/Татарская, 25  памятник архитектуры (региональный) № 7000228000
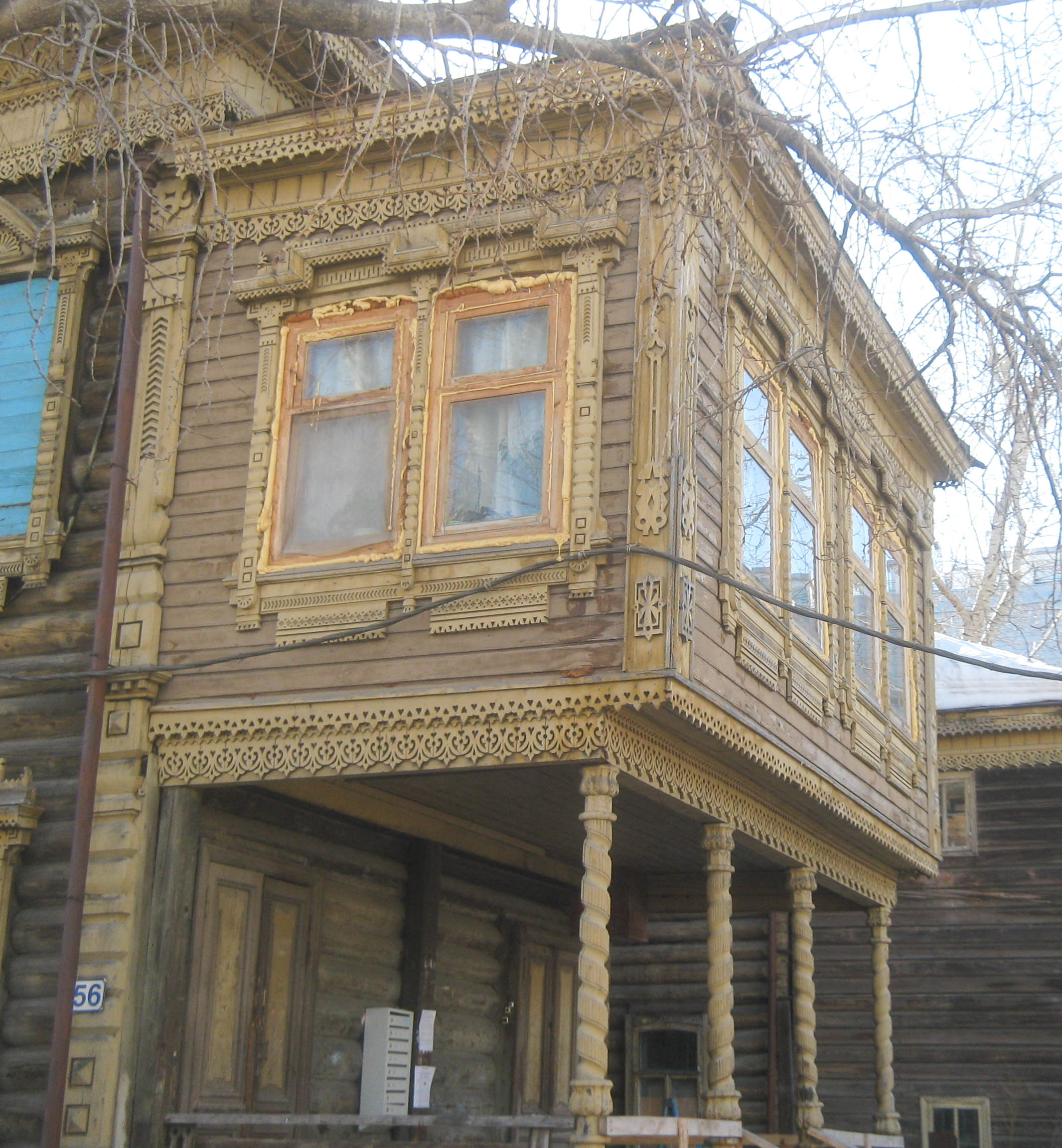
Трифонова, 26/Ленина, 56  памятник архитектуры (федеральный) № 7010026000